# Dulzor del vino

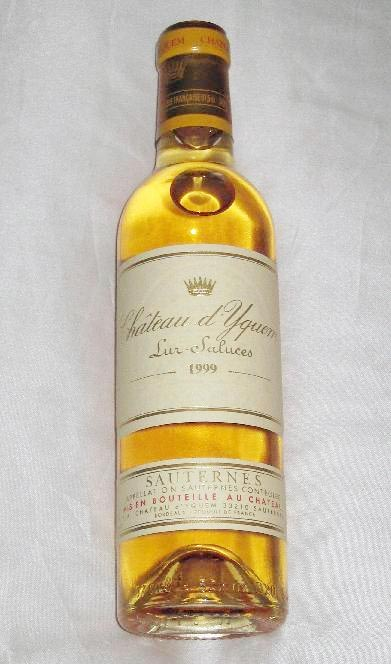
Media botella de Sauternes Château d'Yquem, que produce uno de los vinos dulces más famosos y caros del mundo.

El dulzor de un vino se determina subjetivamente por la interacción de varios factores, incluyendo la cantidad de azúcar, pero también los niveles relativos de alcohol, ácidos y taninos. Los azúcares y el alcohol potencian el dulzor del vino, mientras que sus componentes ácidos causan acidez y los taninos amargos, amargor. Estos principios se describieron por primera vez en la obra de Émile Peynaud de 1987, El sabor del vino.

## Historia
Vintage: La Historia del Vino, un libro del escritor británico de vinos Hugh Johnson, presenta varios métodos que se han utilizado a lo largo de la historia para endulzar el vino. La forma más común era cosechar lo más tarde posible las uvas. Este método fue defendido por Virgilio y Marcial en la época romana. En cambio, los antiguos griegos cosechaban las uvas temprano para conservar parte de su acidez y luego las dejaban al sol unos días para que se marchitaran y concentraran el azúcar. En Creta, se conseguía un efecto similar retorciendo los tallos de la uva para privarlos de savia y dejándolos secar en la vid, un método que producía el <i>passum</i> y su equivalente italiano moderno, el passito.
Detener la fermentación también mejoraba el dulzor potencial del vino. En la antigüedad, esto se conseguía sumergiendo las ánforas en agua fría hasta el invierno.
El vino también puede endulzarse añadiendo azúcar de alguna forma, una vez finalizada la fermentación; el método alemán, como el Süssreserve, se utilizaba en la época romana para preparar mulsum, vino endulzado con miel y aromatizado con especias, utilizado como aperitivo, y también en la fabricación de conditum, que tenía ingredientes similares, pero se maduraba y almacenaba antes de consumirse. También era común, desde la época romana, endulzar el vino con acetato de plomo, una sustancia tóxica que aumenta el dulzor aparente de las bebidas. Esta práctica continuó hasta bien entrado el siglo XIX, aunque el plomo se limitó principalmente a vinos muy baratos tras demostrarse la naturaleza nociva del plomo en el siglo XVII.

## Azúcar residual

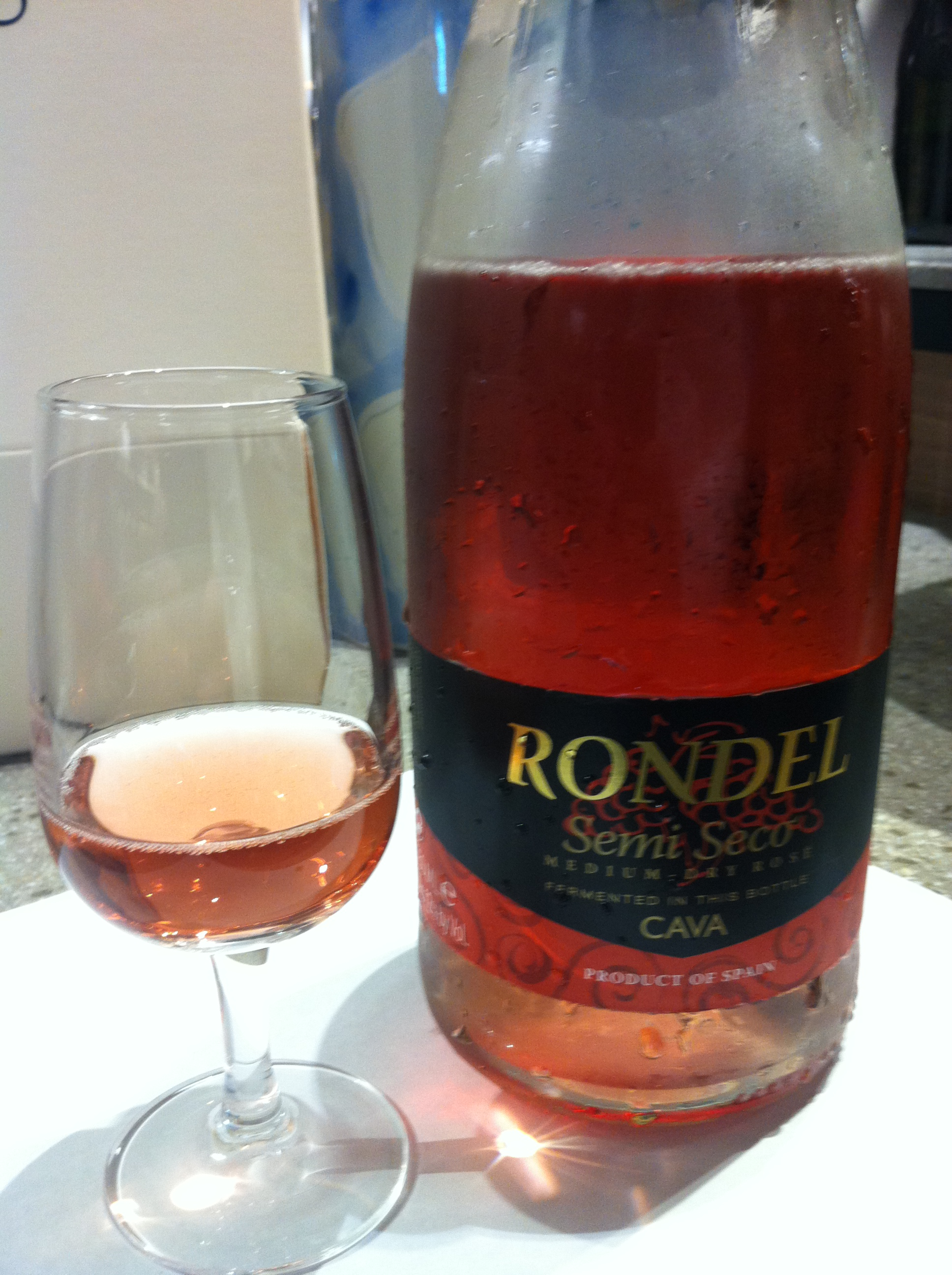
Un cava español cuyo nivel de dulzor (semi seco) figura en la etiqueta.

Entre los componentes que influyen en el dulzor del vino se encuentra el azúcar residual, el cual generalmente se mide en gramos de azúcar por litro de vino, abreviado como «g/L». El azúcar residual se refiere típicamente a la cantidad de azúcar que queda tras la interrupción de la fermentación, aunque también puede resultar de la adición de mosto sin fermentar (técnica practicada en Alemania y conocida como Süssreserve) o azúcar de mesa común.
Incluso entre los vinos más secos, es raro encontrar vinos con un nivel inferior a 1 g/L, debido a la no fermentabilidad de ciertos tipos de azúcares, como la pentosa. Por el contrario, cualquier vino con más de 45 g/L se consideraría dulce, aunque muchos de los grandes vinos dulces tienen niveles mucho más altos que esto. Por ejemplo, las grandes cosechas de Château d'Yquem contienen entre 100 y 150 g/L de azúcar residual. La forma más dulce del tokaji, el Eszencia, contiene más de 450 g/L, con cosechas excepcionales que registran 900 g/L. Dichos vinos están equilibrados, evitando que se vuelvan empalagosamente dulces, mediante el uso cuidadosamente desarrollado de sus ácidos. Esto significa que los mejores vinos dulces se elaboran con variedades de uva que mantienen su acidez incluso en niveles de maduración muy altos, como las variedades riesling y chenin blanc.
El dulzor de un vino también depende de factores como su acidez y graduación alcohólica, su contenido fenólico y si el vino es espumoso o no. Un vino dulce como un Vouvray puede incluso tener un sabor seco debido a su alta acidez, así como un vino seco puede tener un sabor dulce si el grado de alcohol es elevado. : 198–199  Muchos consumidores perciben los vinos de intensidad media y dulce como de menor calidad que los secos. Sin embargo, muchos de los grandes vinos del mundo, (como los de Sauternes o Tokaji) presentan un alto nivel de azúcar residual, que se equilibra cuidadosamente con una acidez adicional para lograr un resultado armonioso.

## Süssreserve

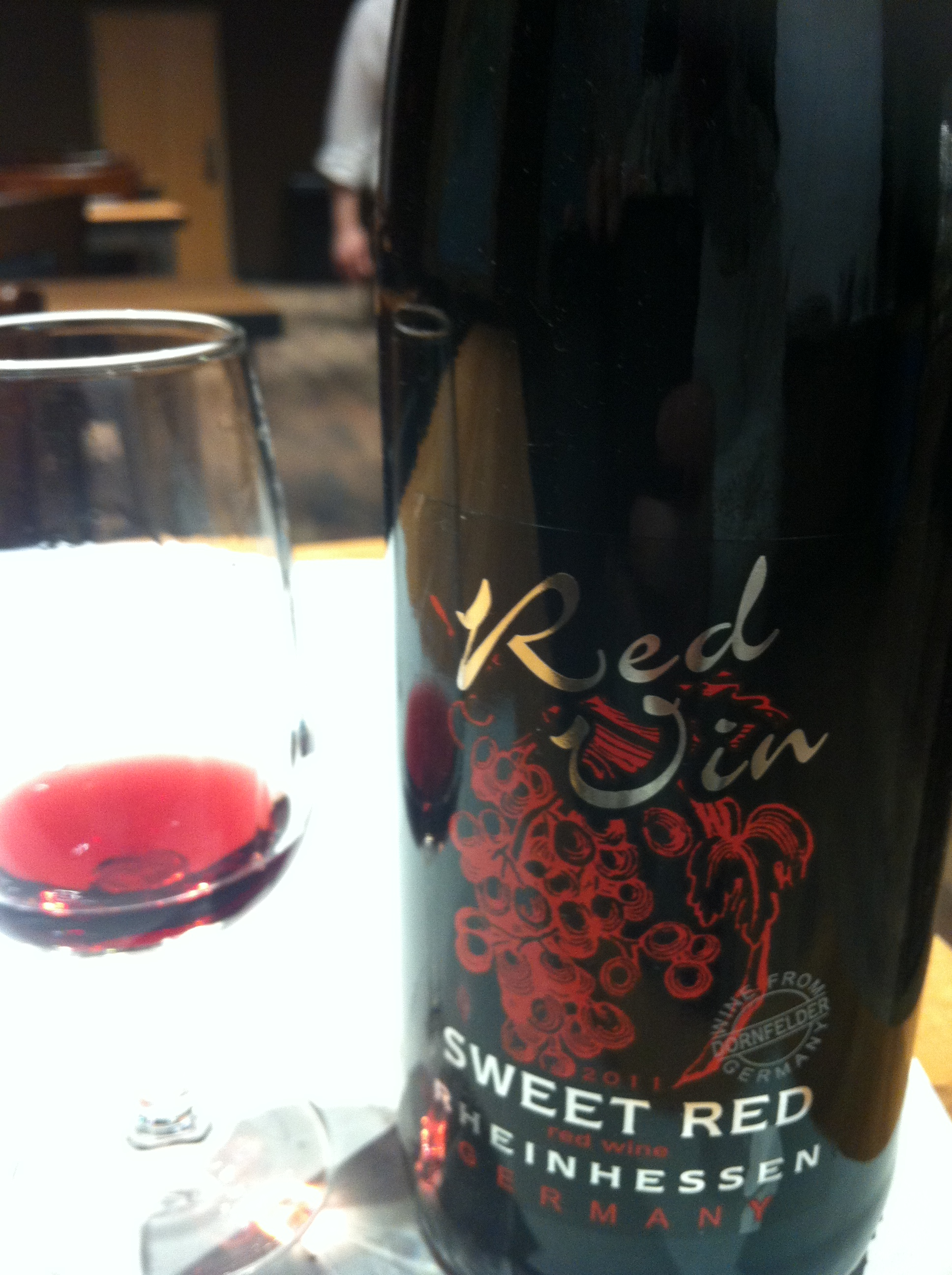
Un vino tinto alemán que se autodenomina como tinto dulce.

Süssreserve es un término vitivinícola que se refiere a una porción de mosto de uva seleccionado sin fermentar, libre de microorganismos, que se añade al vino como componente edulcorante. Esta técnica se desarrolló en Alemania y se utiliza con vinos como el riesling semidulce o el müller-thurgau. La técnica no solo aumenta el nivel de azúcar del vino, sino que también reduce su cantidad de alcohol. Según la legislación alemana, no más del 15% del volumen del vino final puede ser el jugo reservado. Esta práctica también está permitida para el Prädikatswein, el nivel más alto en la clasificación de vinos alemana. Se suele utilizar para los Kabinett semidulces y Spätlese, pero con menos frecuencia para los auslese y superiores.

## Términos utilizados para indicar el dulzor del vino

### Categorías de la Unión Europea para el vino
De acuerdo con el Reglamento (UE) 753/2002,  los siguientes términos pueden utilizarse en las etiquetas de los vinos de mesa y de los vinos de calidad.
|                                        | Seco                                              | Medio seco                                         | Medio        | Dulce         |
| -------------------------------------- | ------------------------------------------------- | -------------------------------------------------- | ------------ | ------------- |
| Azúcar                                 | hasta 4 g/L                                       | hasta 12 g/L                                       | hasta 45 g/L | más de 45 g/L |
| Si se equilibra con la acidez adecuada | hasta 9 g/L                                       | hasta 18 g/L                                       |              |               |
| Acidez adecuada como g/L tartárico     | menos de 2 g/L por debajo del contenido de azúcar | menos de 10 g/L por debajo del contenido de azúcar |              |               |

### Categorías de la Unión Europea para el vino espumoso

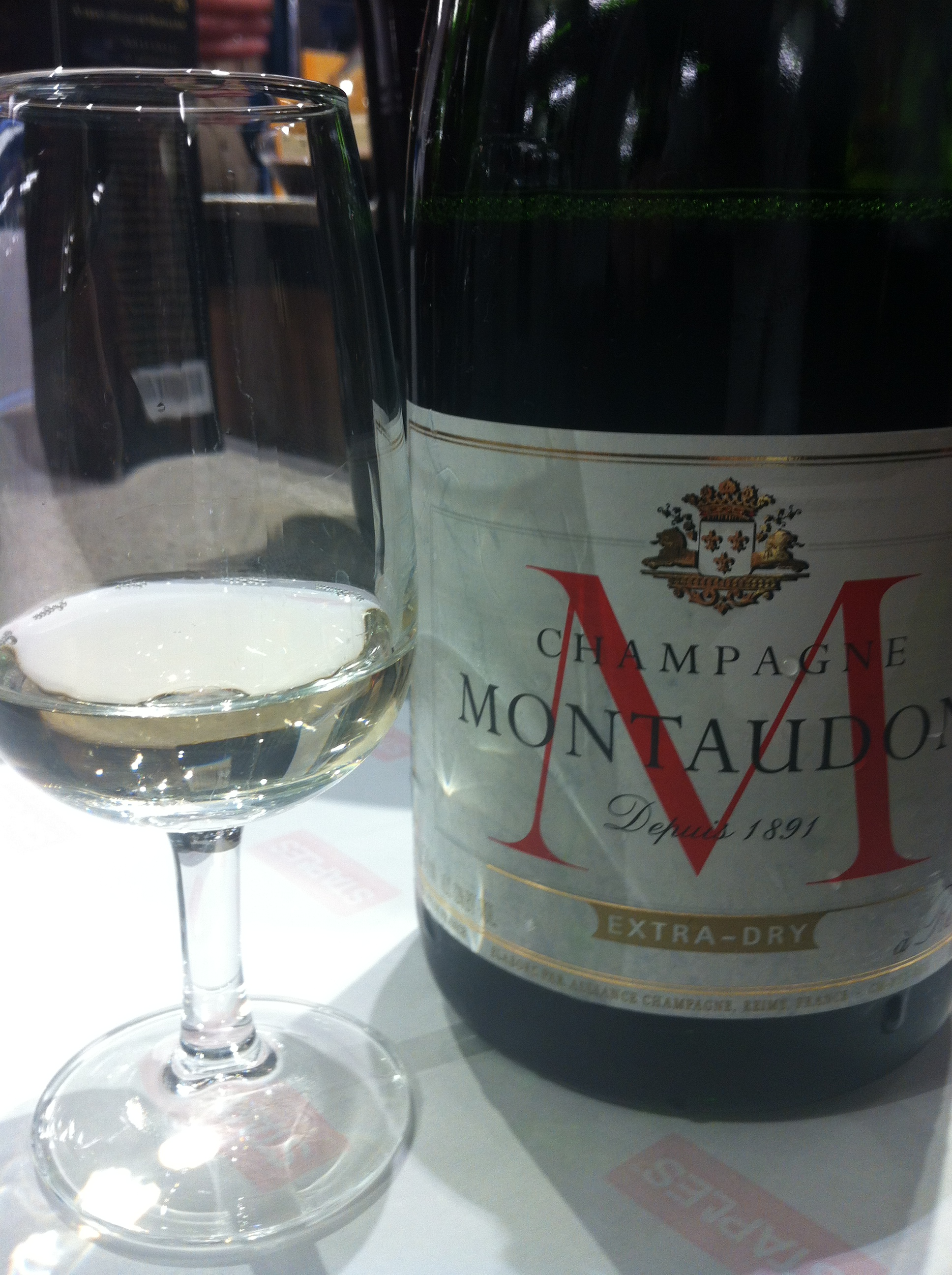
Un champán "Extra Dry"

Los vinos espumosos tienen la siguiente clasificación de acuerdo con el Reglamento de la Comisión (CE) Nº 607/2009, de 14 de julio de 2009:
| Clasificación                       | Contenido de azúcar (gramos por litro) |
| ----------------------------------- | -------------------------------------- |
| Brut Nature (sin azúcares añadidos) | 0–3                                    |
| Extra Brut                          | 0–6                                    |
| Brut                                | 0–12                                   |
| Extra Dry, Extra Sec, Extra Seco    | 12–17                                  |
| Dry, Sec, Seco                      | 17–32                                  |
| Demi-sec, Semi-seco                 | 32–50                                  |
| Doux, Sweet, Dulce                  | 50+                                    |

El artículo 58 señala que «el contenido de azúcar no podrá diferir en más de 3 gramos por litro del que figura en la etiqueta del producto», por lo que existe cierto margen de maniobra. Por ejemplo, un vino espumoso con 9 gramos por litro de azúcar residual puede etiquetarse con la clasificación más seca y menos dulce de Extra Brut (ya que 9 - 3 = 6 gramos por litro), o con la clasificación ligeramente más dulce de Brut o incluso con Extra Dry/Extra Sec/Extra Seco (ya que 9 + 3 = 12 gramos por litro).
Las normas aplicables al etiquetado antes del 14 de julio de 2009 eran:
| Clasificación                       | Contenido de azúcar (gramos por litro) |
| ----------------------------------- | -------------------------------------- |
| Brut Nature (sin azúcares añadidos) | 0–3                                    |
| Extra Brut                          | 0–6                                    |
| Bruto                               | 0–15                                   |
| Extra Dry, Extra Sec, Extra Seco    | 12–20                                  |
| Dry, Sec, Seco                      | 17–35                                  |
| Demi-sec, Semi-seco                 | 33–50                                  |
| Doux, Sweet, Dulce                  | 50+                                    |

## Países productores de vino

### Austria
En Austria, se utiliza la escala Klosterneuburger Mostwaage (KMW). Esta escala se divide en Klosterneuburger Zuckergrade (°KMW) y es muy similar a la escala de Oechsle (1 °KMW = ~ 5 °Oe). Sin embargo, la KMW mide el contenido exacto de azúcar del mosto.
En Canadá, la industria vinícola mide el dulzor del vino en gramos de sacarosa en 100 gramos de jugo de uva o mosto de uva a 20 °C. °C en grados Brix.

### República Checa y Eslovaquia
En la República Checa y Eslovaquia se utiliza la escala Normalizovaný Moštoměr (°NM). Esta escala mide los kg de azúcar en 100 L de mosto.

### Francia
En Francia, se utiliza ocasionalmente la escala Baumé. Sélection de Grains Nobles (SGN) significa en francés «selección de bayas nobles» y se refiere a vinos elaborados con uvas afectadas por podredumbre noble. Los vinos SGN son vinos dulces de postre con sabores ricos y concentrados. Los vinos de Alsacia fueron los primeros en ser descritos como Sélection de Grains Nobles, con la definición legal introducida en 1984. El término también se utiliza en otras regiones vinícolas de Francia, como el valle del Loira.

### Alemania
En Alemania, el dulzor del mosto y del vino se mide con la escala de Oechsle, y a continuación se muestran los rangos de pesos mínimos del mosto para Riesling, según la región:
- Kabinett: 67–82 °Oe

- Spätlese: 76–90 °Oe

- Auslese: 83–100 °Oe

- Beerenauslese y Eiswein: 110–128 °Oe

- Trockenbeerenauslese: 150–154 °Oe (afectado por botritis)

### España
En España, las normas aplicables a las Denominaciones de Origen dulces y fortificadas Montilla-Moriles y Jerez-Xérès-Sherry   son:
| Tipo de vino fortificado | Alcohol % ABV | Contenido de azúcar (gramos por litro) |
| ------------------------ | ------------- | -------------------------------------- |
| Fino                     | 15-17         | 0–5                                    |
| Manzanilla               | 15-17         | 0–5                                    |
| Amontillado              | 16-17         | 0–5                                    |
| Palo Cortado             | 17-22         | 0–5                                    |
| Oloroso                  | 17-22         | 0–5                                    |
| Seco                     | 15-22         | 5–45                                   |
| Crema pálida             | 15.5-22       | 45–115                                 |
| Medio                    | 15-22         | 5–115                                  |
| Crema                    | 15.5-22       | 115-140                                |
| Pedro Ximénez            | 15-22         | 212+                                   |
| Moscatel                 | 15-22         | 160+                                   |
| Dulce                    | 15-22         | 160+                                   |